# محمد عبد الله السنوسي
محمد عبد الله السنوسي هو نجل رئيس المخابرات الليبية السابق عبد الله السنوسي. من المعروف عنه أنّه كان من بين أوائل الذين تطوعوا للقتال ضد الثوار خلال الثورة الليبية. زادت شهرة محمد عبد الله السنوسي وذلك بعد تورطه في عملية إسقاط طائرة مقاتلة أمريكية طائرة فوق مدينة مصراتة. قُتل محمد عبد الله يوم 29 آب/أغسطس 2011 رفقة ابن خالته خميس القذافي وذلك على يدِ عناصر من المجلس الوطني الانتقالي.

## الموت
شغل خميس منصبَ قائد كتيبة مكونة من القوات الموالية للقذافي خلال الحرب الأهلية الليبية عام 2011، كما عمل على قيادة كتيبة خميس بنجاح. تراجعَ السنوسي ورفض إنجاز ما طلب منه القذافي من خلال تدمير مدارج مطار طرابلس الدولي في عملية اشتبكت فيها «القوات القذافية» مع حلف شمال الأطلسي فضلا عن القوات البرية. بالرغم من كل هذا فقد سيطرت قوات الثوار الليبيين على عاصمة ليبيا، طرابلس خلال معركة التحرير وذلك في آب/أغسطس.
عندما اقتربت القافلة من مدينة ترهونة، اشتبكت مع مقاتلي المجلس الوطني الانتقالي مما أدى إلى مقتل كل من محمد السنوسي وخميس القذافي. تم تكذيب هذا الخبر في البداية من أنصار القذافي لكن وفي 15 تشرين الأول/أكتوبر أكّدت محطة التلفزيون الليبية الموالية لمعمّر عن مقتل السنوسي وذلك بعد بث رسائل صوتية للمتحدث باسم القافلة التي كان يستقلها السنوسي كما نشرت صورًا لجثت خميس والسنوسي وأرفقته بآيات من القرآن الكريم وعبارة «لقد قاتلوا أعداء وطنهم.»